# Giampaolo Menichelli
Giampaolo Menichelli (* 29. Juni 1938 in Rom) ist ein ehemaliger italienischer Fußballspieler. Auf Vereinsebene vor allem bei der AS Rom und bei Juventus Turin aktiv, nahm er mit der Nationalmannschaft seines Heimatlandes auch an der Fußball-Weltmeisterschaft 1962 in Chile teil.

## Karriere

### Vereinskarriere
Giampaolo Menichelli, geboren am 29. Juni 1938 in der italienischen Hauptstadt Rom, erlernte in seiner Heimatstadt auch das Handwerk des Fußballspielens. In den Jugendabteilungen der AS Rom wurde er geschult und schließlich debütierte der Angreifer 1957 im Trikot der Roma. In der ersten Mannschaft des Serie-A-Vereins konnte sich Menichelli jedoch zunächst nicht durchsetzen, er kam im Rahmen der Saison 1957/58 nur zu zwei Einsätzen. Infolgedessen wurde er in den beiden darauffolgenden Spielzeiten an die SS Sambenedettese Calcio beziehungsweise den AC Parma verliehen und kehrte daraufhin zu seinem Stammverein zurück. Mit der Spielpraxis aus zwei Jahren Zweitligafußball gelang es Giampaolo Menichelli auch, sich beim AS Rom einen Stammplatz zu erobern. Er spielte nun von 1960 bis 1963 für den Hauptstadtklub und absolvierte in dieser Zeit 79 Spiele im Rahmen der höchsten italienischen Fußballliga, in denen ihm vierzehn Torerfolge gelangen.
Im Sommer 1963 schloss sich Giampaolo Menichelli dem italienischen Rekordmeister Juventus Turin an. In Turin stand der Stürmer sechs Jahre lang bis 1969 unter Vertrag und brachte es in dieser Zeit auf insgesamt 144 Ligapartien mit 40 Toren. In der Saison 1966/67 holte Menichelli mit Juventus Turin seine einzige Meisterschaft überhaupt in der Profilaufbahn. Man beendete die Serie A auf dem ersten Rang mit einem Vorsprung von einem Zähler gegenüber Inter Mailand. Menichelli trug mit elf Treffern ganz entscheidend zum Meisterschaftserfolg der Mannschaft von Trainer Heriberto Herrera bei, er war damit mit Abstand bester Torschütze seines Teams. Bereits zwei Jahre zuvor war Giampaolo Menichelli mit seinem Arbeitgeber ein Triumph in der Coppa Italia geglückt. In der Ausgabe von 1964/65 erreichte man nach Siegen über US Alessandria, den AC Brescia, den AC Lecco, den FC Bologna sowie Lokalrivale AC Turin das Endspiel, wo man auf Inter Mailand traf. Mit 1:0 setzte sich Juventus im Finale durch, das entscheidende Tor kam von Giampaolo Menichelli in der vierzehnten Spielminute.
Giampaolo Menichelli spielte bis 1969 bei Juventus Turin, ehe er sich im AC Brescia einen neuen Arbeitgeber suchte. In Brescia spielte er ein Jahr lang in der Serie A, stieg mit dem Verein allerdings aus dieser Liga ab. Danach folgte ein weiterer Wechsel, diesmal zum amtierenden italienischen Meister Cagliari Calcio. Mit den Sarden erreichte Menichelli Platz sieben in der Serie A 1970/71, kam aber schon nur noch in dreizehn Ligaspielen zum Einsatz. Nach Ende der Saison 1970/71 beendete Giampaolo Menichelli seine fußballerische Laufbahn im Alter von 33 Jahren.

### Nationalmannschaft
Zwischen 1962 und 1964 kam Giampaolo Menichelli zu insgesamt neun Einsätzen in der italienischen Fußballnationalmannschaft. Dabei gelang ihm ein Torerfolg. Von Nationaltrainer Paolo Mazza wurde er ins Aufgebot der Italiener für die Fußball-Weltmeisterschaft 1962 in Chile berufen. Bei dem Turnier kam Menichelli in zwei der drei italienischen Spiele zum Einsatz. Bereits die erste Turnierpartie der Südeuropäer, das torlose Remis gegen Deutschland, absolvierte er. Wenig später wurde er auch in der als Schlacht von Santiago in die Geschichte eingegangenen Partie Italiens gegen Gastgeber Chile eingesetzt, sorgte aber für keine ernstzunehmende Wirkung. Einzig das letzte, aber schon weithin bedeutungslose Gruppenspiel gegen die Schweiz, verpasste Menichelli. Hier fuhr Italien mit 3:0 seinen ersten Sieg bei der Weltmeisterschaft 1962 ein.

## Erfolge
- Messestädte-Pokal: 1×

1960/61 mit dem AS Rom
- Italienische Meisterschaft: 1×

1966/67 mit Juventus Turin
- Italienischer Pokalsieg: 1×

1964/65 mit Juventus Turin